# Gaetano Moretti
Gaetano Moretti (Milano, 26 luglio 1860 – Milano, 30 dicembre 1938) è stato un architetto italiano.

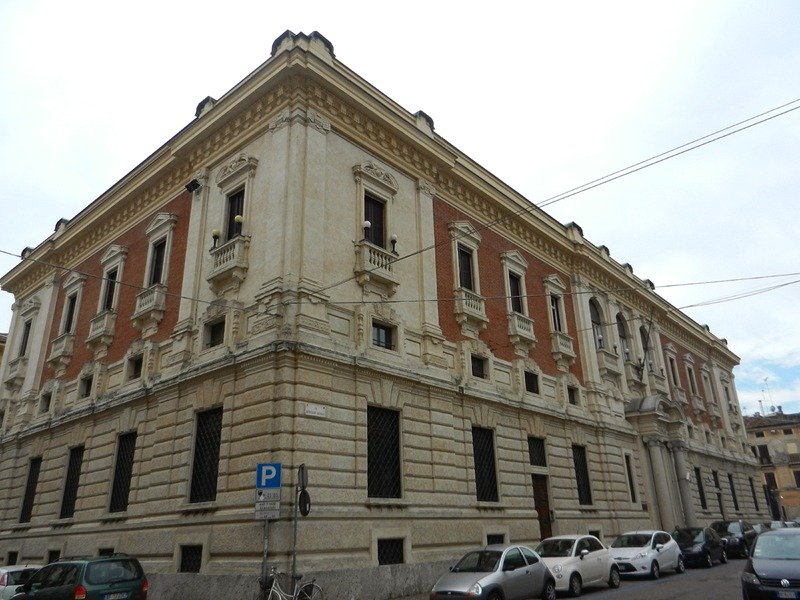
Mantova, palazzo Banca d'Italia

Fu il primo preside della neonata Facoltà di Architettura del Politecnico di Milano nel 1933.

## Biografia
Nato a Milano da famiglia di ebanisti, si diplomò professore di Disegno architettonico all'Accademia di Belle Arti di Brera nel 1883, sotto la direzione di Camillo Boito.
Fu un architetto eclettico, impegnato attivamente sia in Italia che all'estero (con numerosi interventi a Lima e Buenos Aires). Docente di Architettura presso l'Accademia di Brera prima ed il Regio Istituto Tecnico Superiore poi (dal 1937 noto come Politecnico di Milano), Moretti fu il primo preside della Facoltà di Architettura di Milano e venne anche chiamato ad incarichi governativi di soprintendenza.
Fra il 1894 e il 1897 insieme al collega Cesare Nava diede nuova forma in stile romanico-lombardo alla facciata della Chiesa di San Sepolcro di Milano. I due campanili vennero invece rimaneggiati nel 1903, sempre da Moretti.
Realizzò diverse strutture private fra le quali il villaggio operaio di Crespi d'Adda e centrali elettriche fra cui nel 1906 la Centrale idroelettrica Taccani presso Trezzo sull'Adda realizzate su commissione degli industriali Cristoforo Benigno Crespi e Silvio Benigno Crespi e considerata uno dei più affascinanti esempi di collaborazione tra architettura colta e ingegneria impiantistica.
Suo è il progetto del cimitero monumentale di Chiavari (Genova), con notevole disposizione degli spazi in maniera prospettica, lo stile eclettico, tipico del periodo, è un chiaro esempio del gusto dell'epoca; in questo cimitero è presente una divisione quasi gerarchica delle classi sociali, con i campi per la sepoltura nel terreno, allora scelta obbligata delle classi meno abbienti, posti al livello più basso; man mano che si sale, seguendo l'orografia del terreno che si inerpica per la collina, i colombai e le cappelle patrizie che circondano il tempio cattolico e più sopra cappelle ancora più grandi fino al culmine dove si trova la cappella (più grande della chiesa stessa del cimitero)della famiglia più importante della città.
Con Luca Beltrami fu responsabile della ricostruzione del campanile di San Marco a Venezia, crollato il 14 luglio 1902 insieme alla Loggetta del Sansovino e parte della Libreria marciana: egli fu sostenitore della ricostruzione "com'era dov'era" nonostante varie ipotesi contrarie e lunghe discussioni in proposito. Adottò materiali e tecniche moderne (nuova struttura in cemento armato e malta di cemento tra i mattoni) per diminuirne il peso e per ragioni statiche mantenendo però la forma esterna fedele all'originaria configurazione.
Nel 1905, durante l'incarico per la ricostruzione del campanile di San Marco a Venezia, progettò il campanile di Trezzo sull'Adda (MI), terminato nell'ottobre 1909, edificato molto simile, quasi gemello al veneziano. 
Progettò la sede della filiale della Banca d'Italia di Mantova, la cui edificazione iniziò nel maggio del 1914.
Morì a Milano il 30 dicembre 1938 e, dopo la celebrazione dei suoi funerali tenuti nella chiesa di San Babila, fu sepolto a Chiavari nella cappella di famiglia, da lui progettata, dove è presente una targa marmorea posta dagli architetti italiani a ricordo della sua opera.